# Tolmerus pyragra
Tolmerus pyragra là một loài ruồi trong họ Asilidae. Tolmerus pyragra được Zeller miêu tả năm 1840.

## Hình ảnh

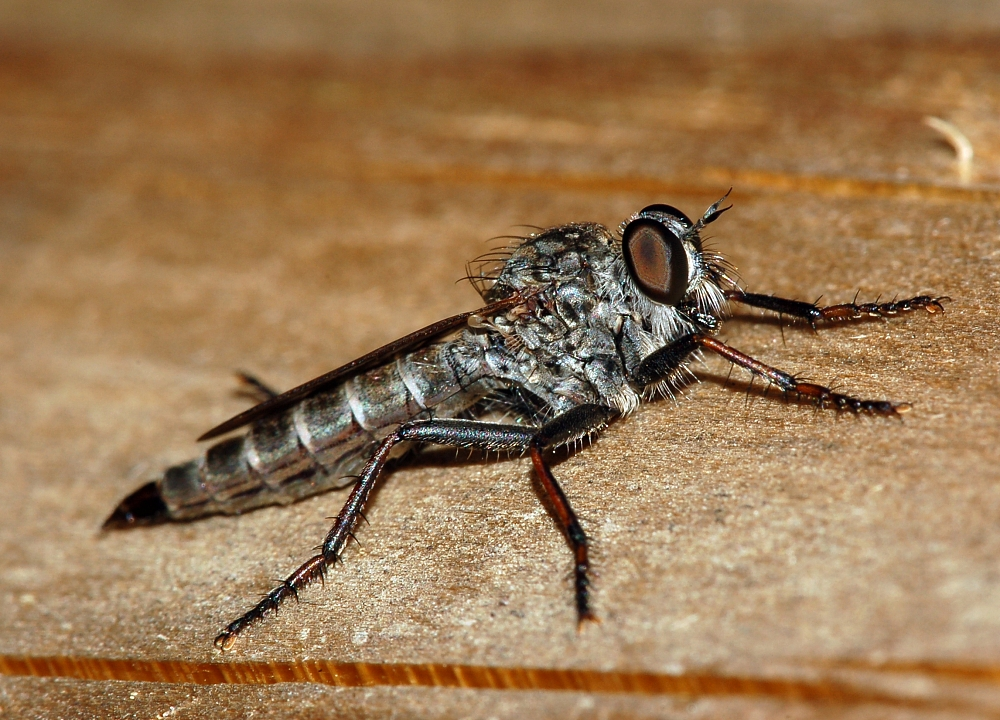
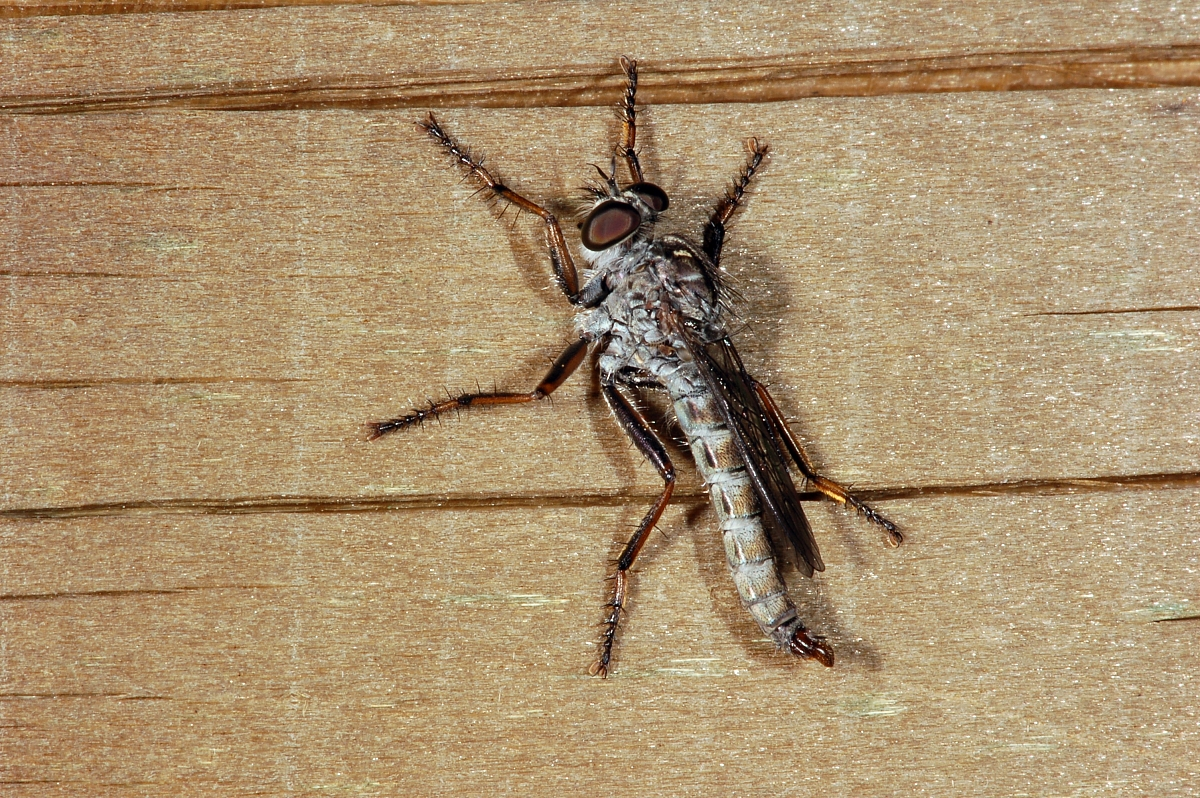